# Tomáš Juren
Tomáš Juren (30. listopadu 1750 v Prosetíně – 9. ledna 1829 ve Vítochově) byl český evangelický písmák, lidový kazatel, malíř a kantor.
Zanechal v rukopise několik náboženských spisů. Byl klíčovou osobností při založení reformované toleranční modlitebny ve Veselí.

## Galerie

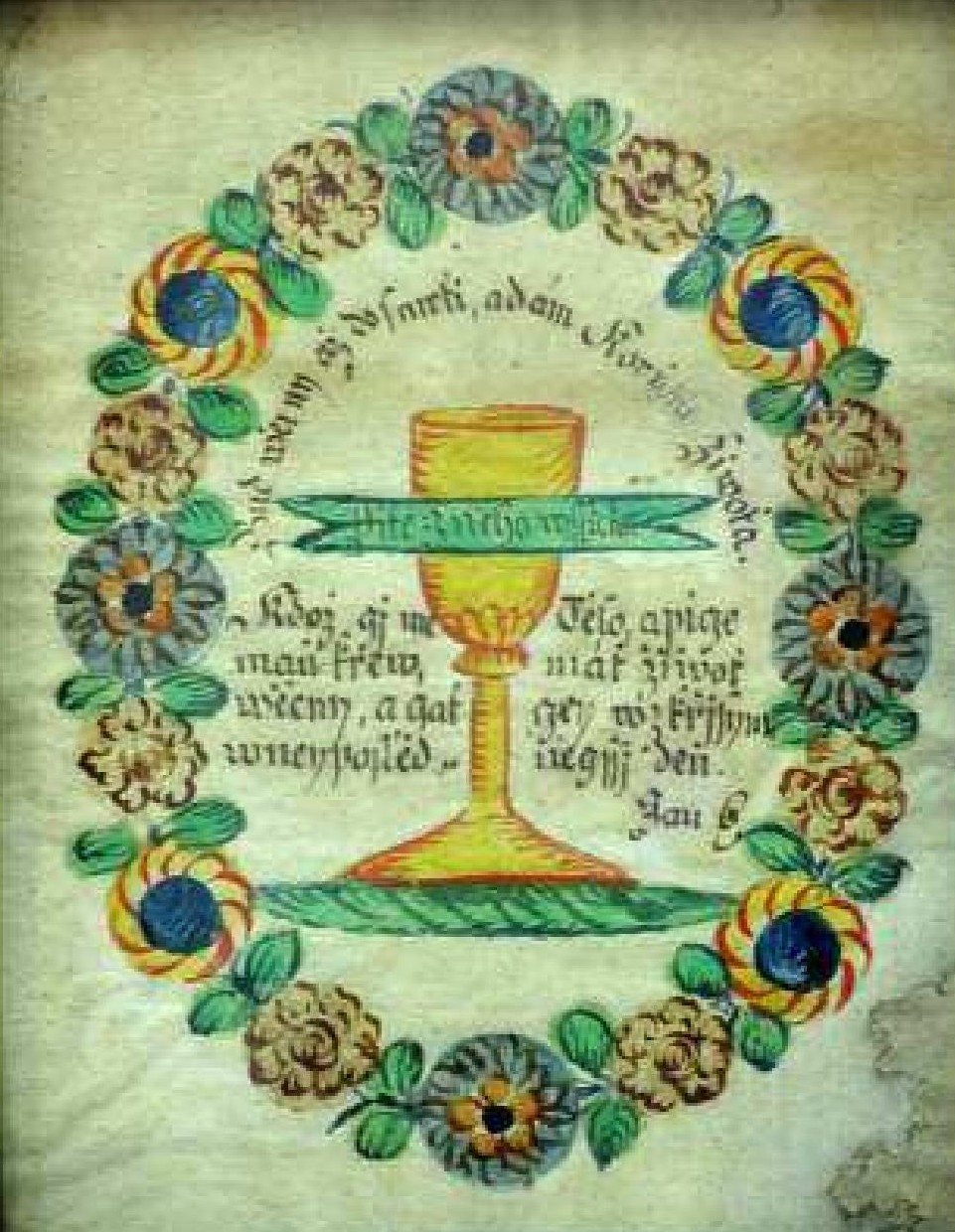
Eucharistický kalich (Městské museum a galerie Polička)
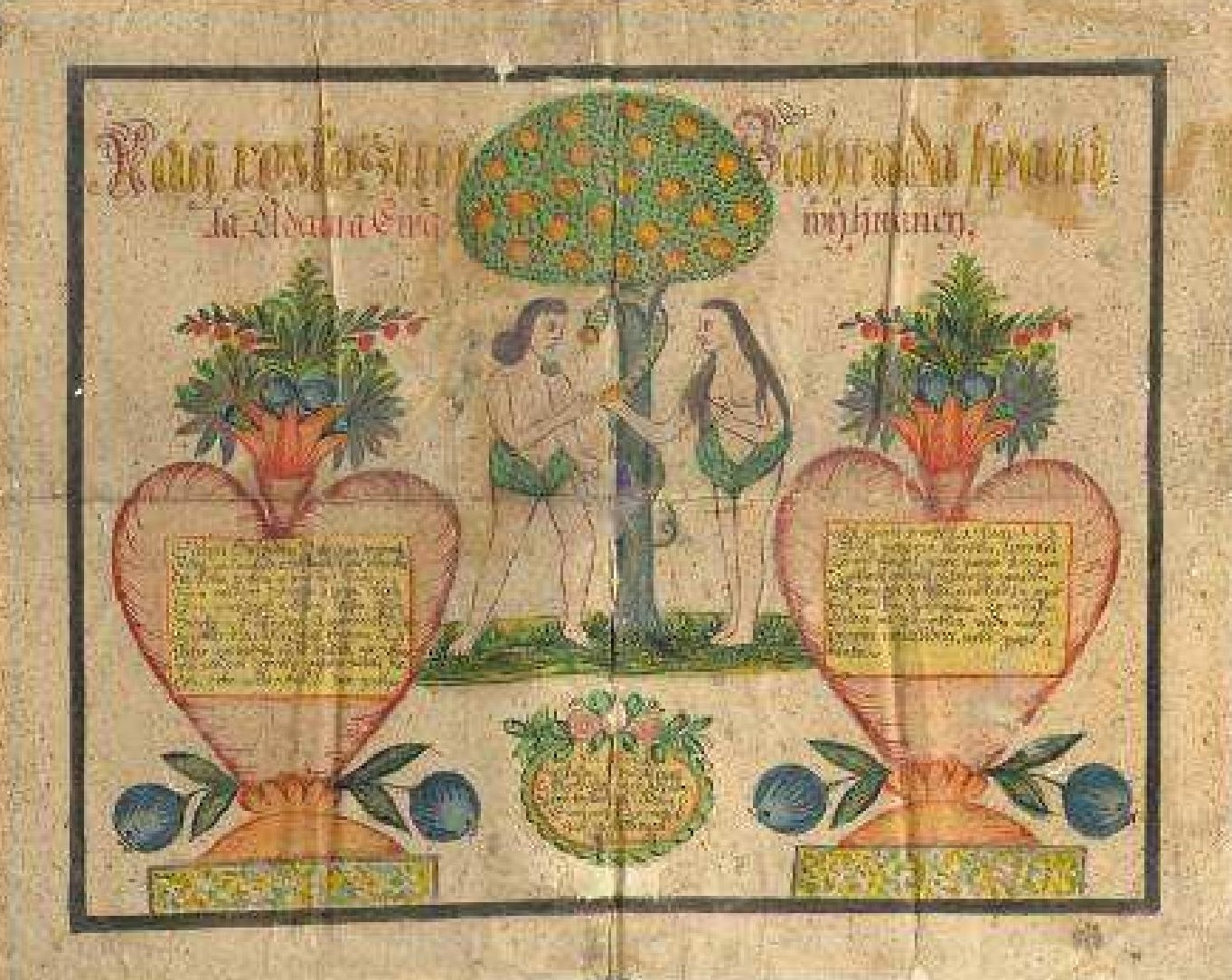
Ráj rozkošný, Zahrada spanilá, Adam a Eva vyhnanci
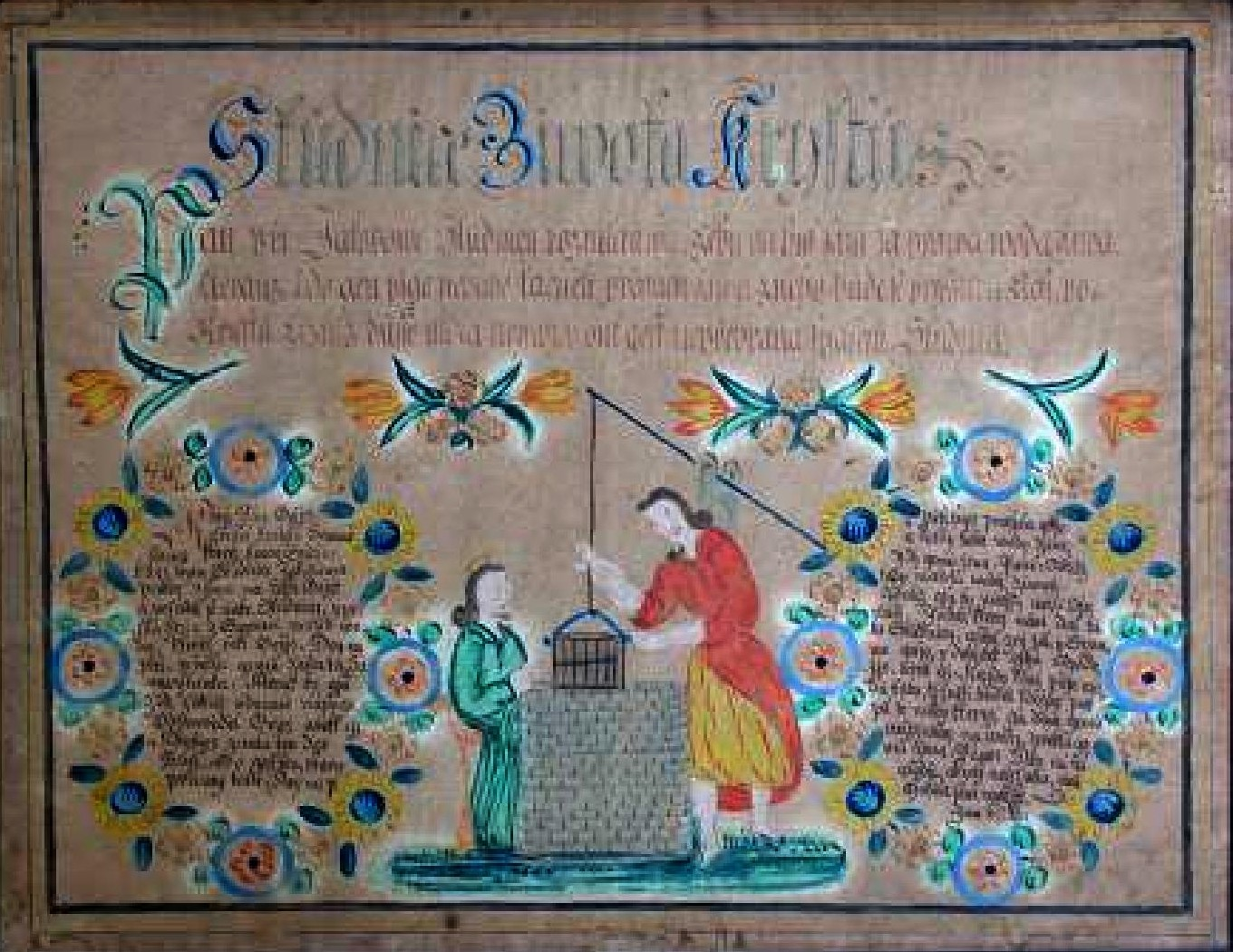
Studnice Života Kristus (Městské museum Skuteč)
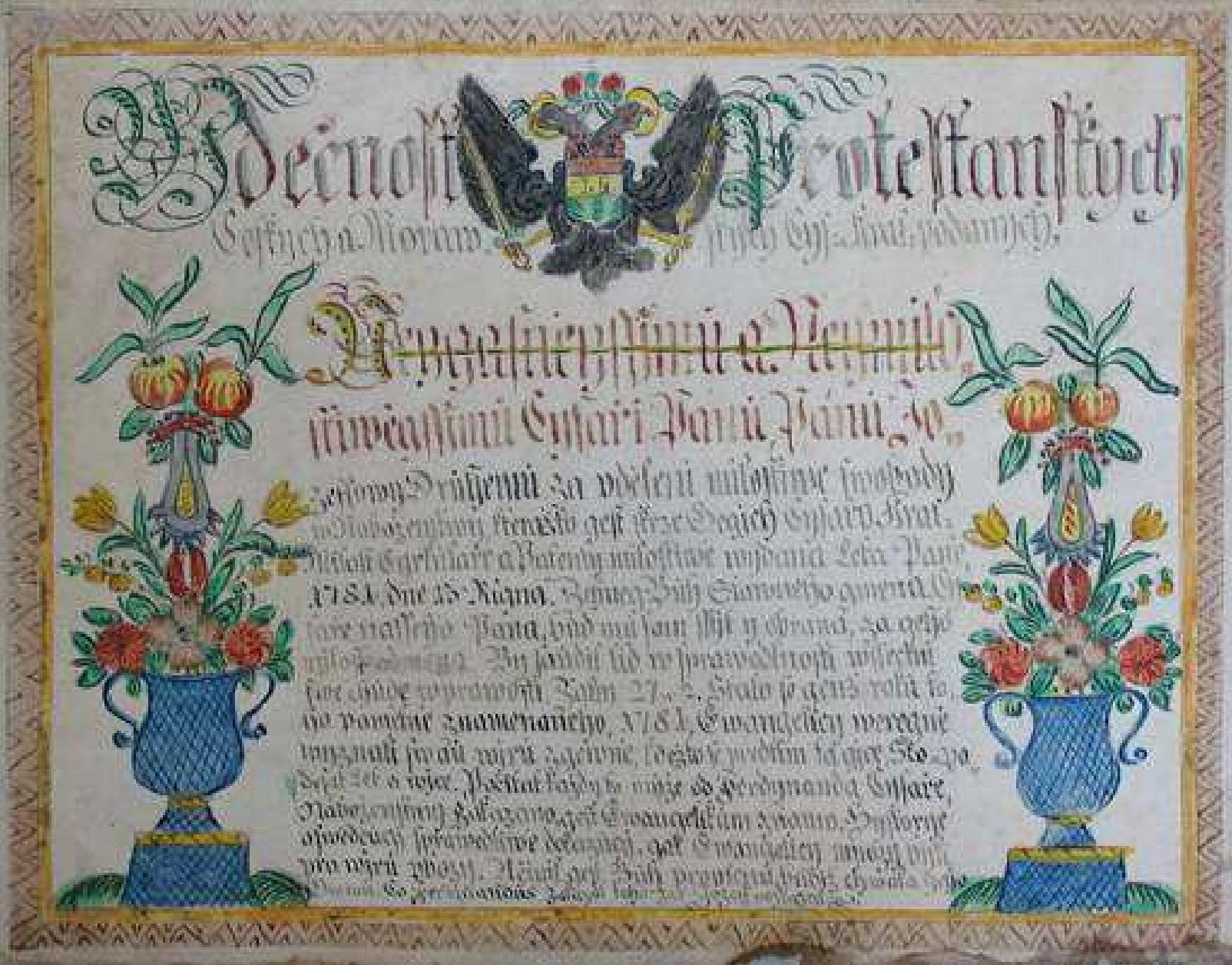
Zjevení sv. Jana (Městské museum a galerie Polička)